# Iglesia de San Julián y Santa Basilisa (Oreitia)
La iglesia de San Julián y Santa Basilisa es un templo católico situado en el concejo de Oreitia, en el municipio español de Vitoria.

## Descripción

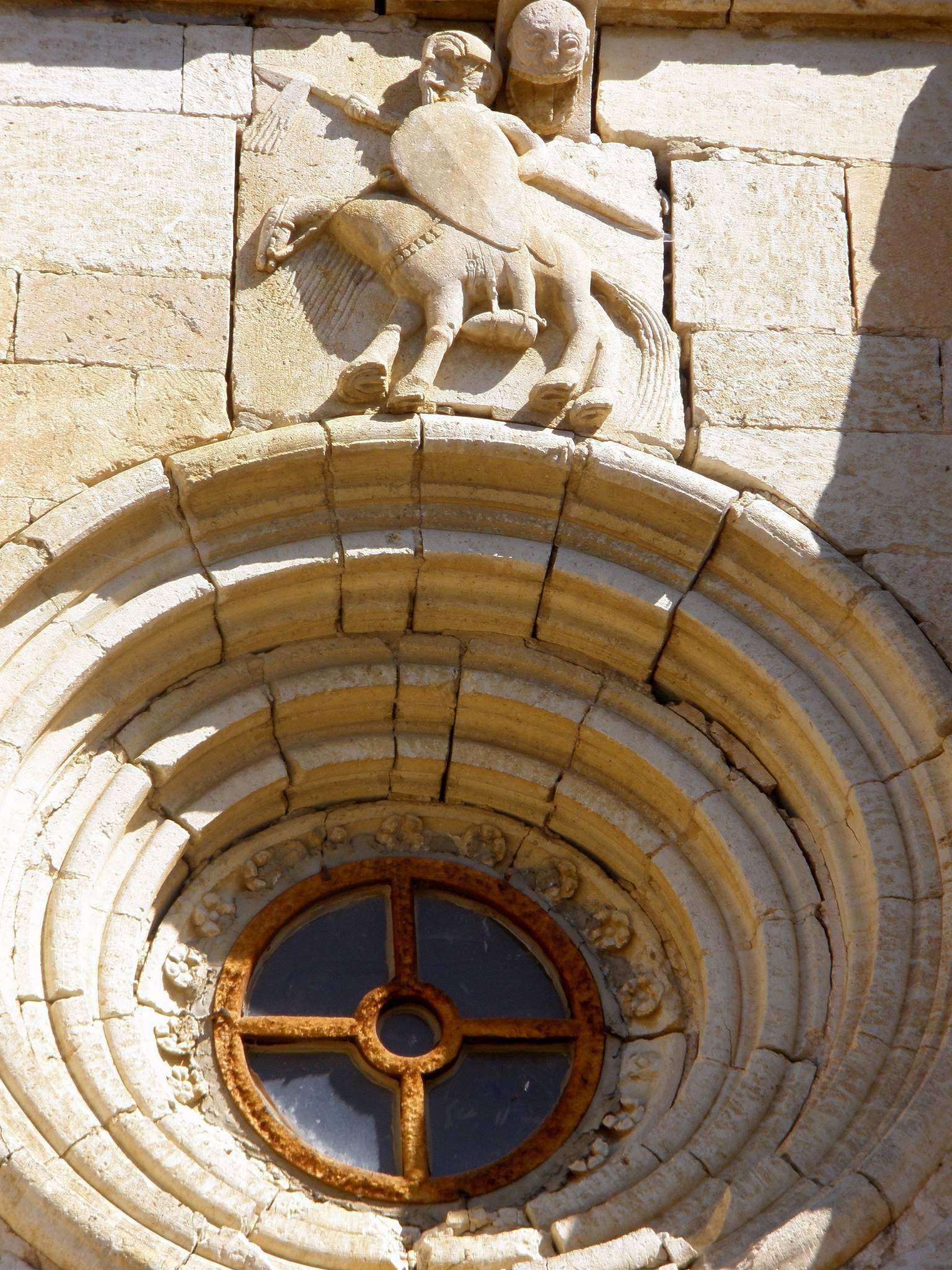
Detalle de la iglesia

El edificio se encuentra en el concejo alavés de Oreitia, en la comunidad autónoma del País Vasco. Construida en el siglo XVI, está protegida bajo la categoría de «conjunto monumental» como parte del Camino de Santiago Vasco del Interior. Vicente Vera y López la reseña en el tomo de la Geografía general del País Vasco-Navarro dedicado a Álava con las siguientes palabras: «Su parroquia, rural de segunda clase, está dedicada á San Julián y pertenece al arciprestazgo de Alegría».
Los registros sacramentales de bautismos, matrimonios y decesos generados por la parroquia de San Julián y Santa Basilisa desde el siglo XV hasta el final del XIX se conservan con los del resto de iglesias de la provincia en el Archivo Histórico Diocesano de Vitoria, donde pueden consultarse.